# Nina Nikolina
Nina Nikolina (Búlgaro: Нина Николина) es una cantante y compositora Pop búlgara, nacida en la ciudad de Braca en 1975, comenzó su carrera como cantante en 1996.

## Biografía
Con solo tres años de edad, Nina Nikolina, mostró ya sus habilidades vocales, razón por la cual, fue aceptada en un coro de música infantil en el cual participó hasta 1980, año en el cual abandona el coro para mejorar en sus estudios. Cuando cumplió los diez años, fue descubierta por Ljubomir Pipkov, gracias al cual, la Nina, comienza a tener un contacto más intenso con la música en el conservatorio de su localidad natal. Sus estudios en el conservatorio terminaron en 1994. A partir de entonces, Nina, decide dedicarse a la música de forma profesional. 
Desde el inicio de su carrera, Nina Nikolina, ha desarrollado una carrera en la cual ella compone y escribe sus propias canciones. Así fue con el primer álbum, publicado en 1996, el cual no tuvo mucho éxito, aunque permitió a la cantante darse a conocer en la escena musical búlgara. La cantante comienza a desarrollar, entonces un estilo muy personal combinando los cantos tradicionales búlgaros, con la música Pop más actual y el New Age.
Su segundo álbum, que fue titulado; "Slânčogled", y publicado tres años después de su debut, siguió la trayectoria marcada por el primer álbum, aunque esta vez, Nina Nikolina, decide profundizar más en su estilo dándole al álbum un sonido más acústico que el anterior. El peculiar estilo de Nina, ha causado desde entonces, una gran confusión a muchos críticos musicales, que dudaban entre considerarla una artista de Turbo-folk o Pop.
En su tercer álbum publicado en el 2001, y uno de los más exitosos a nivel comercial, se disiparon todas las dudas con respecto al estilo de Nina Nikolina, pues esta a pesar de mantener los elementos étnicos en su música, comienza a experimentar con la música electrónica y otros estilos más comerciales como el B&B, mezcla peculiar que estaría presente en siguiente álbum "Ti", publicado en el 2003, y el más exitoso de toda la carrera de Nina Nikolina. Cabe destacar que la canción que da título a este disco, es una versión de una de las canciones de su álbum de Debut, con unos arreglos más modernos.
En el 2005, Nina Nicolina se presenta a la final nacional búlgara para elegir al representante de Bulgaria en el Festival de Eurovisión, presentando la canción "Ne Moga" (No puedo) como adelanto de su nuevo disco, aunque a pesar de ser un éxito, no logra pasar la primera semifinal. A pesar de todo, se trata de un año importante para la cantante, pues es galardonada con los premios anuales de la revista BGradio al mejor álbum y mejor intérprete, y también por la emisora de Televisión MM Televizija en sus premios anuales, en los que Nina, ganó el premio a la mejor cantante del 2005.
Tras un largo silencio de tres años, en el 2008, la cantante publica un nuevo trabajo, esta vez, junto con el solista masculino Kalin Veljov.

## Discografía

### Álbumes de estudio
- Nina Nikolina (1996)
- Slânčogled (1999)
- S Zatvoreni oči (2001)
- Tri tajni (2002)
- Ti (2003)
- Ne moga (2004)
- NNIKV (2008)

### Recopilatorios
- Pop i etno antologija (2011)